# Francesco Schiavone
Francesco Schiavone (* 6. Januar 1953 in Casal di Principe) ist ein hochrangiger italienischer Camorrista. Er gilt als Chef des berüchtigten Clans der Casalesi.
Francesco Schiavone, der in Mafiakreisen Sandokan und Cicciariello genannt wird, gilt als der Chef des Casalesi-Clans, eines der stärksten Clans innerhalb der Camorra, der sich vor allem auf Drogenhandel spezialisiert hat. Schiavone, der Sohn eines Kleinbauern, entschied sich schon in jungen Jahren der Mafia beizutreten, um der Armut zu entfliehen. 1972, im Alter von 18 Jahren, wurde er zum ersten Mal verhaftet. Er war an diversen Mafia-Kriegen und Blutfehden beteiligt und wurde schließlich einer der einflussreichsten Clan-Chefs. Das Vermögen der Familie von Francesco Schiavone aus seinen Mafia-Aktivitäten wird auf knapp 800 Mio. USD geschätzt, er versuchte vor allem durch Immobilien-Geschäfte das Geld zu waschen.
Schiavone wurde im Juli 1998 verhaftet. Im Juni 2008 wurde er schließlich wegen mehrfachen Mordes zu einer lebenslangen Freiheitsstrafe verurteilt.
Im März 2024 wurde bekannt, dass sich Schiavone nach 26 Jahren Haft entschlossen habe, mit der Justiz zusammenzuarbeiten. Von der Zusammenarbeit erhoffen sich die Behörden wichtige Informationen, die unter anderem zur Aufklärung der wirtschaftlichen und politischen Verbindungen der Casalesi beitragen sollen. Seine beiden ebenfalls einsitzenden Söhne – Nicola und Walter Schiavone – hatten bereits in der Vergangenheit mit der Justiz zusammengearbeitet.
Der Autor Roberto Saviano behandelt in seinem Buch Gomorrha u. a. die Aktivitäten von Francesco Schiavone und liefert zahlreiche Hintergrund-Informationen.